# Dolichoris umbilicata
Dolichoris umbilicata är en stekelart som beskrevs av Wiebes 1979. Dolichoris umbilicata ingår i släktet Dolichoris och familjen fikonsteklar.
Artens utbredningsområde är Papua Nya Guinea. Inga underarter finns listade i Catalogue of Life.